# های بریج (واشینگتن)
های بریج (به انگلیسی: High Bridge) یک منطقهٔ مسکونی در ایالات متحده آمریکا است که در شهرستان اسنوهومیش، واشینگتن واقع شده‌است.های بریج ۱۸٫۱۳ کیلومتر مربع مساحت و ۲٬۹۹۴ نفر جمعیت دارد و ۱۶۵ متر بالاتر از سطح دریا واقع شده‌است.